# End of Days (Band)
End of Days ist eine 1999 gegründete Death-Metal/Hardcore-Band aus Deutschland.

## Geschichte
End of Days wurde im Sommer 1999 in Bottrop gegründet. Die Band trat im Februar 2000 erstmals in Essen als Vorband für Rykers auf. Im gleichen Jahr veröffentlichte sie eine Demoaufnahme mit drei Liedern. Nach diversen Touren (u. a. mit Rykers, Hatebreed, Settle the score, Earth Crisis, Madball, Death Threat, Cataract, Heaven Shall Burn) veröffentlichte sie 2003 die MCD Hate Anthems. Im Januar 2005 nahm die Band ihr Debütalbum Dedicated to the Extreme auf, welches im April 2005 via Alveran Records veröffentlicht wurde. Danach tourte die Band zunächst mit Napalm Death und Diecast. Im Herbst 2005 trat sie neben As I Lay Dying, Heaven Shall Burn, Agents of Man, Evergreen Terrace und Neaera auf der „Hell on Earth“-Tour auf.
In den Jahren 2006/2007 lief das Bandprojekt langsam aus. Die Mitglieder widmeten sich anderen Bands (Bloodpack, Biblis, Inane, Born from Pain). Im Oktober 2007 wurde auf der Myspace-Seite bekanntgegeben, dass es derzeit mit der Band nicht weitergehe, aber sie noch nicht aufgelöst worden sei. Seit 2009 sind End of Days wieder aktiv und absolvierten einige Auftritte, auch bereits mit neuem Material (u. a. auf dem Sommerfest 2009 des Turocks, Essen). Im Januar 2010 veröffentlichte die Band auf ihrer Myspace-Seite drei neue Demo-Songs.

## Stil
End of Days vermischen Death Metal mit Hardcore-Elementen. Der Gesang erinnert sehr stark an John Tardy von Obituary und Roger Miret von Agnostic Front.

## Diskografie

### Alben
- 2005: Dedicated to the Extreme

### Demos und EPs
- 2000: ? 3-Song
- 2003: Hate Anthems  (MCD)
- 2010: 3-Song Demo